# Tachytélie
En biologie, la tachytélie est un rythme d'évolution se faisant à une vitesse nettement supérieure à celle de l'évolution normale d'un trait phénotypique donné, à l'intérieur d'un groupe d'êtres vivants.
La vitesse d'évolution est dite de ce fait tachytélique.
Par exemple, la très rapide croissance du néocortex humain est une tachytélie.
On parle d'espèces fossiles tachytéliques (comme les ammonites).